# Sida calyxhymenia
Sida calyxhymenia är en malvaväxtart som beskrevs av Jacques Étienne Gay. Sida calyxhymenia ingår i släktet sammetsmalvor, och familjen malvaväxter. Inga underarter finns listade i Catalogue of Life.